# Jamie MacDonald
Jamie MacDonald (ur. 17 kwietnia 1986 w Broxburn) – szkocki piłkarz występujący na pozycji bramkarza. Gracz klubu występującego w Scottish Championship, Greenock Morton.

## Kariera
MacDonald profesjonalną piłkarską karierę rozpoczął w sierpniu 2003 w klubie Heart of Midlothian FC. Wcześniej grał w drugim zespole tego klubu.
26 stycznia 2007 roku został wypożyczony do klubu Queen of the South. W sezonie 2014/2015 grał w Falkirk, a latem 2015 trafił do Kilmarnock.
W rozgrywkach Scottish Premiership (wcześniej Scottish Premier League) rozegrał 224 spotkania.
Piłkarz występował także w reprezentacji Szkocji U-21.